# Nguyễn Tiến Linh
Nguyễn Tiến Linh, né le 20 octobre 1997 dans le district de Cẩm Giàng au Viêt Nam, est un footballeur international vietnamien, qui évolue au poste d'attaquant à Hô Chi Minh-Ville.

## Biographie

### En club
Tiến Linh fait ses premiers débuts avec le Becamex Binh Duong en 2016.
En quatre ans, Tiến Linh marque 26 buts, dont quinze en 2018, cinq en 2020 et six en 2021 avant l'annulation du championnat du Viêt Nam.

### Carrière internationale
Le 8 novembre 2018, Tiến Linh fait ses débuts en équipe nationale lors du match contre le Laos. Il marque son premier but pour le Vietnam contre le Cambodge lors de leur dernier match de groupe. Au final, Tiến Linh et le Vietnam ont remporté le championnat d'Asie du Sud-Est 2018.
Le 15 octobre 2019, Tiến Linh marque son premier but lors des éliminatoires de la Coupe du monde 2022 contre l'Indonésie.

## Palmarès

### En club
Becamex Bình Dương : 
- Coupe du Viêt Nam
  - Vainqueur : 2018
- Supercoupe du Viêt Nam
  - Vainqueur : 2016